# 御成街道架道橋
御成街道架道橋（おなりかいどうかどうきょう）は、東京都千代田区外神田一丁目（秋葉原）の中央通りに架かる鉄道橋（架道橋）である。東日本旅客鉄道（JR東日本）総武本線の秋葉原 - 御茶ノ水間にあり、橋長38.12m、複線のプレートガーダー橋である。

## 概要
帝都に於ける失業救済事業の一環で、1932年（昭和7年）に総武線が両国駅から御茶ノ水駅まで延長された際、萬世橋通（現在の中央通り）に架けられた橋梁である。東京市電（路面電車）が走行する道路を跨ぐため、橋脚を必要としないプレートガーダーを用いた。
名称の由来は、江戸時代に徳川将軍家が寛永寺の参詣に使用した下谷御成街道からで、この街道は筋違橋（すじかいばし）から下谷広小路（現在の上野広小路）を経て寛永寺（現在の上野恩賜公園）まで続いていた。なお、下谷御成街道は現在の中央通りとほぼ重なるものの、秋葉原中央交差点以南は中央通りの1本西側の道筋に相当する。
架設当時、御成街道架道橋とそれに続く旅籠町高架橋を遮る高さの建築物はなく、「東洋一の大陸橋」と謳われた総武線（当時は両国線と称した）の高架は、遠方からも視認する事ができた。2014年（平成26年）現在、この架道橋の下には、ほぼ同じ広さの横断歩道が通っており、雨の日などは横断歩道を渡る歩行者の雨傘代わりになっている。また、秋葉原付近の中央通りには信号機を除いて視界を遮る構造物がないため、秋葉原駅方面を知るランドマークともなっている。

## 諸元
- 種別 - 鋼鉄道橋
- 形式 - 上路単純プレートガーダー
- 橋長 - 38.12m
- 支間 - 37.60m
- 高さ - 地上約14m
- 線数 - 複線
- 斜角 - 右88度
- 活荷重 - KS-15
- 鋼重 - 223.779tf
- 完成年度 - 1932年（昭和7年）
- 施工主体 - 鉄道省
- 橋梁設計 - 鉄道省

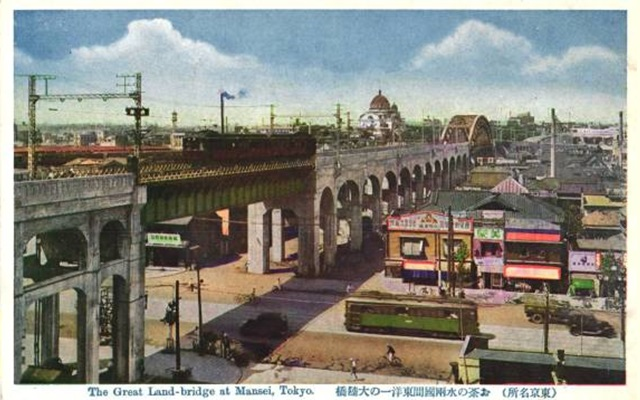
御成街道架道橋と旅籠町高架橋（1934年頃）

- 橋桁製作 - 東京石川島造船所（現・IHI）
- 下部工 - 鉄骨鉄筋コンクリート造
- 基礎工 - 鉄筋コンクリート杭（プレキャスト）
- 上部工架設 - 宮地鉄工所
- 下部工架設 - 錢高組

## 隣の橋
- 総武本線 （上り） - 神田川橋梁 - 松住町架道橋 - 御成街道架道橋 - 昭和橋架道橋 - 隅田川橋梁 - （下り）